# Раденск
Раденск (укр. Раденськ) — село в Алёшковской городской общине Херсонского района Херсонской области Украины. До 2020 года находилось в составе Алёшковского района.
В 2022 году, в ходе вторжения России в Украину, село было захвачено. На данный момент находится под российской оккупацией.
Почтовый индекс — 75113. Телефонный код — 5542. Код КОАТУУ — 6525083501.

## Население
Население по переписи 2001 года составляло 3972 человека.

### Языковой состав
Родной язык населения по данным переписи 2001 года:
| Язык       | Численность, чел. | Доля     |
| ---------- | ----------------- | -------- |
| Украинский | 3 699             | 93,13 %  |
| Русский    | 266               | 6,70 %   |
| Другое     | 7                 | 0,17 %   |
| Итого      | 3 972             | 100,00 % |

## Общие сведения
В селе Заводовцы Горностаевского района, посёлке Пойма и селе Раденск Олешковского района, а также селе Большая Кардашинка Голопристанского района было исследовано около десяти сокровищ поздней бронзы, состоявших из бронзовых орудий работ, а также каменных форм и слитков бронзы для. Они свидетельствуют о местном характере бронзоливарного производства на территории Херсонщины и одновременно появлении имущественного неравенства в среде племён эпохи поздней бронзы.
В 1790 году казаками Кунбурской паланки были основаны паланки (слободи) Забарино, Великая Лепетиха, Костогрызово, Подстепное и Раденск.

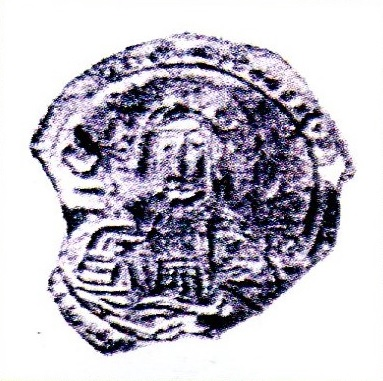
Реверс: Погрудное изображение Христа в крестном венце. Правой рукой Христос благословляет, левой рукой держит Евангелие. Справа и слева — монограмма «ИСХС». По краю монеты бусинный ободок

На территории села антропологическая экспедиция (1956) нашла монету — сребреник князя Владимира Святославича. На аверсе — князь, сидящий в шапке, увенчанной крестом, правой рукой держит крест, левая рука — на груди. Над левым плечом княжеский трезубец. По краю монеты — точечный ободок и надпись: «ВЛАДИМИРА СЕ ЕГО».

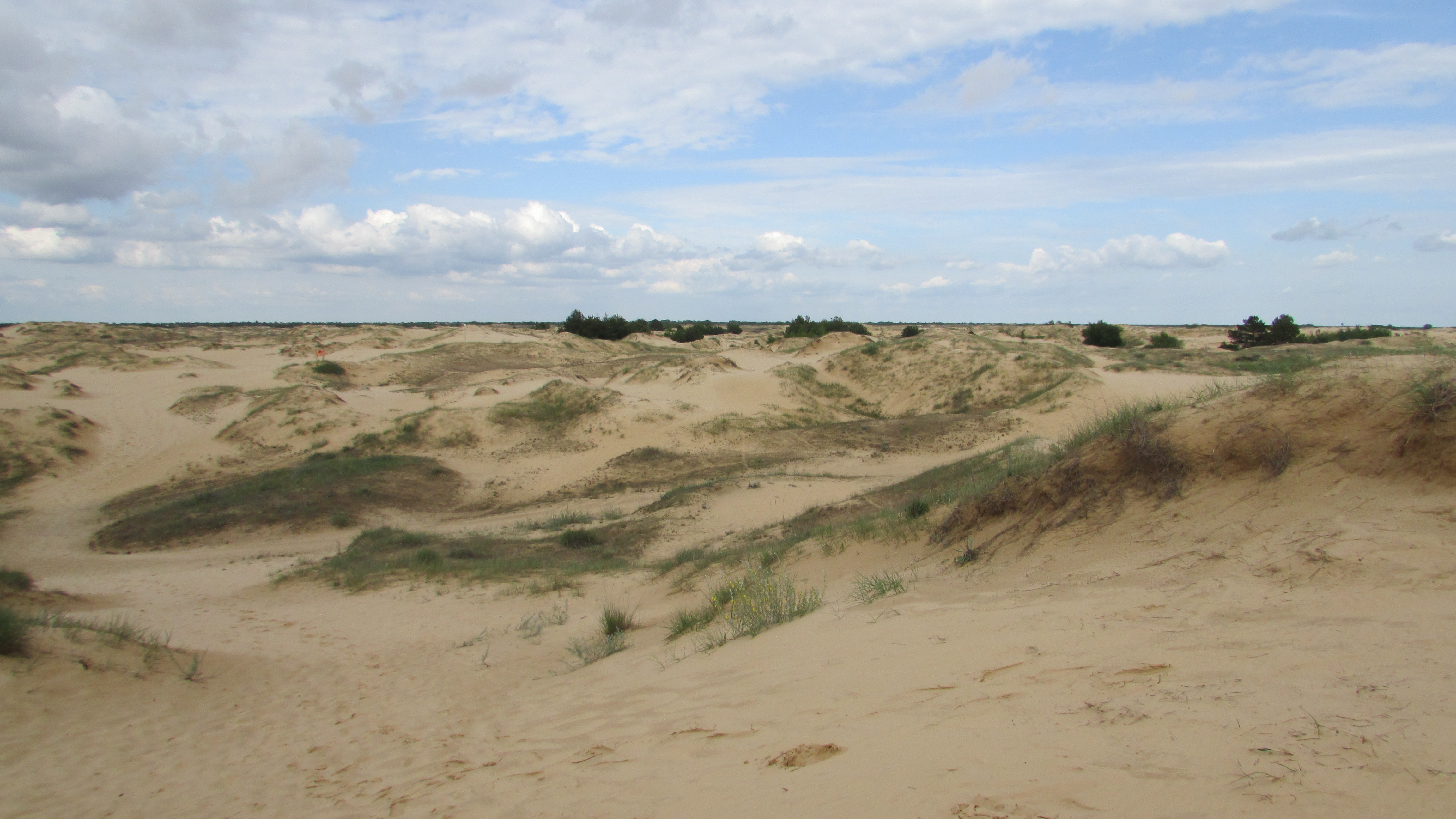
Достопримечательность близ Раденска — самая большая в Европе пустыня — Алешковские пески, которая находится на территории Раденского отделения Национального природного парка «Олешковские пески»

Вблизи села к 2004 году располагался 48-й авиационный полигон «Херсон», затем на замену ему в 2015 году был создан 241 общевойсковой полигон «Олешковские пески» (в/ч А2407).

## Известные люди
В селе родился Кудря, Сергей Анатольевич (род. 1982) — украинский спортсмен, Мастер спорта Украины международного класса по пулевой стрельбе.